# Captain of the Honourable Corps of Gentlemen-at-Arms
Der Captain of the Honourable Corps of Gentlemen-at-Arms ist ein Amt in der Regierung des Vereinigten Königreiches, welches seit 1945 vom Chief Whip der Mehrheitsfraktion im House of Lords ausgeübt wird. Er ist leitender Offizier der Leibgarde. Tatsächlich wird die Garde vom Lieutenant geführt. Bis 17. März 1834 wurde die Leibgarde als Honourable Band of Gentlemen Pensioners bezeichnet.

## Liste der Captains of the Gentlemen-at-Arms
| Datum der Ernennungen    | Amtsinhaber |
| ------------------------ | --- |
| 1509                     | Henry Bourchier, 2. Earl of Essex |
| 1539                     | Sir Anthony Browne |
| 1549                     | John Braye, 2. Baron Braye |
| 1550                     | William Parr, 1. Marquess of Northampton                                                                                              |
| 1553                     | Thomas Radclyffe, 3. Earl of Sussex                                                                                                   |
| 1558                     | Henry Carey, 1. Baron Hunsdon |
| 1596                     | George Carey, 2. Baron Hunsdon |
| Mai 1603                 | Henry Percy, 9. Earl of Northumberland                                                                                                |
| 1615                     | Thomas Howard, 1. Earl of Suffolk |
| 1616                     | Theophilus Howard, 2. Baron Howard de Walden (erbte 1626 den Titel Earl of Suffolk)                                                   |
| Mai 1635                 | William Cecil, 2. Earl of Salisbury                                                                                                   |
| 1643                     | Francis Leigh, 1. Baron Dunsmore (wurde 1644 zum Earl of Chichester erhoben)                                                          |
| Zeitweise unter Karl II. | William Cecil, 2. Earl of Salisbury                                                                                                   |
| 20. Juli 1660            | Thomas Wentworth, 1. Earl of Cleveland                                                                                                |
| 29. März 1667            | John Belasyse, 1. Baron Belasyse |
| 10. März 1672            | Thomas Belasyse, 1. Earl Fauconberg                                                                                                   |
| 9. Mai 1676              | Wentworth Dillon, 4. Earl of Roscommon                                                                                                |
| 24. April 1677           | Robert Leke, 3. Earl of Scarsdale |
| 26. Juni 1682            | Theophilus Hastings, 7. Earl of Huntingdon                                                                                            |
| 28. Februar 1689         | John Lovelace, 3. Baron Lovelace |
| 29. November 1693        | Charles Beauclerk, 1. Duke of St Albans                                                                                               |
| 13. Januar 1712          | Henry Somerset, 2. Duke of Beaufort                                                                                                   |
| 22. September 1714       | Charles Beauclerk, 1. Duke of St Albans                                                                                               |
| 21. Mai 1726             | William Cavendish, Marquess of Hartington (erbte 1729 den Titel Duke of Devonshire)                                                   |
| 11. Juni 1731            | Richard Boyle, 3. Earl of Burlington                                                                                                  |
| 11. Juni 1734            | John Montagu, 2. Duke of Montagu |
| 8. Mai 1740              | Charles Powlett, 3. Duke of Bolton |
| 12. Juli 1742            | Allen Bathurst, 1. Earl Bathurst |
| 24. Dezember 1744        | John Hobart, 1. Baron Hobart (wurde 1746 zum Earl of Buckinghamshire erhoben)                                                         |
| 16. November 1756        | John Berkeley, 5. Baron Berkeley of Stratton                                                                                          |
| 12. Juli 1762            | George Henry Lee, 3. Earl of Lichfield                                                                                                |
| 28. Dezember 1772        | George Edgcumbe, 3. Baron Edgcumbe (wurde 1781 zum Viscount Mount Edgcumbe and Valletort und 1789 zum Earl of Mount Edgcumbe erhoben) |
| 29. März 1782            | George Townshend, 2. Marquess Townshend                                                                                               |
| 17. Mai 1783             | George Villiers, 4. Earl of Jersey |
| 31. Dezember 1783        | George Townshend, 2. Marquess Townshend                                                                                               |
| 5. März 1790             | George Boscawen, 3. Viscount Falmouth                                                                                                 |
| 19. Februar 1806         | St Andrew St John, 14. Baron St John of Bletso                                                                                        |
| 2. März 1808             | Richard Edgcumbe, 2. Earl of Mount Edgcumbe                                                                                           |
| 26. März 1812            | James Stopford, 3. Earl of Courtown                                                                                                   |
| 1. September 1827        | Henry Devereux, 14. Viscount Hereford                                                                                                 |
| 9. Dezember 1830         | Thomas Foley, 3. Baron Foley |
| 16. August 1833          | Thomas Foley, 4. Baron Foley |
| 29. Dezember 1834        | Henry Devereux, 14. Viscount Hereford                                                                                                 |
| 6. Mai 1835              | Thomas Foley, 4. Baron Foley |
| 8. September 1841        | John Weld-Forester, 2. Baron Forester                                                                                                 |
| 24. Juli 1846            | Thomas Foley, 4. Baron Foley |
| 27. Februar 1852         | John Montagu, 7. Earl of Sandwich |
| 30. Dezember 1852        | Thomas Foley, 4. Baron Foley |
| 26. Februar 1858         | Henry Chetwynd-Talbot, 18. Earl of Shrewsbury                                                                                         |
| 28. Juni 1859            | Thomas Foley, 4. Baron Foley |
| 10. Juli 1866            | Charles Bennet, 6. Earl of Tankerville                                                                                                |
| 20. März 1867            | William Cecil, 3. Marquess of Exeter                                                                                                  |
| 12. Dezember 1868        | Thomas Foley, 4. Baron Foley |
| 27. Dezember 1869        | George Phipps, 2. Marquess of Normanby                                                                                                |
| 20. April 1871           | Francis Cowper, 7. Earl Cowper |
| 1. Januar 1874           | Henry Fox-Strangways, 5. Earl of Ilchester                                                                                            |
| 2. März 1874             | William Cecil, 3. Marquess of Exeter                                                                                                  |
| 4. Februar 1875          | Charles Chetwynd-Talbot, 19. Earl of Shrewsbury                                                                                       |
| 28. Mai 1877             | George Coventry, 9. Earl of Coventry                                                                                                  |
| 3. Mai 1880              | Alexander Duff, 1. Duke of Fife |
| 21. Januar 1881          | Charles Gordon, 11. Marquess of Huntly                                                                                                |
| 27. Juni 1881            | Charles Wynn-Carington, 1. Marquess of Lincolnshire                                                                                   |
| 6. Juli 1885             | George Coventry, 9. Earl of Coventry                                                                                                  |
| 10. Februar 1886         | Charles Hanbury-Tracy, 4. Baron Sudeley                                                                                               |
| 5. August 1886           | George Barrington, 7. Viscount Barrington                                                                                             |
| 24. November 1886        | Robert St Clair-Erskine, 4. Earl of Rosslyn                                                                                           |
| 11. August 1890          | Charles Pelham, 4. Earl of Yarborough                                                                                                 |
| 25. August 1892          | George Venables-Vernon, 7. Baron Vernon                                                                                               |
| 13. März 1894            | Edwyn Scudamore-Stanhope, 10. Earl of Chesterfield                                                                                    |
| 16. Juli 1895            | Henry Strutt, 2. Baron Belper |
| 18. Dezember 1905        | William Lygon, 7. Earl Beauchamp |
| 31. Juli 1907            | Thomas Denman, 3. Baron Denman |
| 26. Juni 1911            | Edward Colebrooke, 1. Baron Colebrooke                                                                                                |
| 20. November 1922        | George Villiers, 6. Earl of Clarendon                                                                                                 |
| 22. Januar 1924          | Alexander Murray, 8. Earl of Dunmore                                                                                                  |
| 1. Dezember 1924         | George Villiers, 6. Earl of Clarendon                                                                                                 |
| 26. Juni 1925            | Ivor Windsor-Clive, 2. Earl of Plymouth                                                                                               |
| 1. Januar 1929           | George Bingham, 5. Earl of Lucan |
| 5. Juni 1929             | Rudolph Lambart, 10. Earl of Cavan |
| 12. November 1931        | George Bingham, 5. Earl of Lucan |
| 31. Mai 1940             | Henry Snell, 1. Baron Snell |
| 21. April 1944           | unbesetzt |
| 22. März 1945            | Hugh Fortescue, 5. Earl Fortescue |
| 4. August 1945           | Charles Ammon, 1. Baron Ammon |
| 18. Oktober 1949         | George Shepherd, 1. Baron Shepherd |
| 5. November 1951         | Hugh Fortescue, 5. Earl Fortescue |
| 27. Juni 1957            | Michael Hicks Beach, 2. Earl St. Aldwyn                                                                                               |
| 21. Oktober 1964         | Malcolm Shepherd, 2. Baron Shepherd                                                                                                   |
| 29. Juli 1967            | Frank Beswick, Baron Beswick |
| 24. Juni 1970            | Michael Hicks Beach, 2. Earl St. Aldwyn                                                                                               |
| 11. März 1974            | Annie Llewelyn-Davies, Baroness Llewelyn-Davies of Hastoe                                                                             |
| 6. Mai 1979              | Bertram Bowyer, 2. Baron Denham |
| 22. Mai 1991             | Alexander Fermor-Hesketh, 3. Baron Hesketh                                                                                            |
| 16. September 1993       | Nicholas Lowther, 2. Viscount Ullswater                                                                                               |
| 20. Juli 1994            | Thomas Galbraith, 2. Baron Strathclyde                                                                                                |
| 6. Mai 1997              | Denis Carter, Baron Carter |
| 1. Mai 2002              | Bruce Grocott, Baron Grocott |
| 24. Januar 2008          | Janet Royall, Baroness Royall of Blaisdon                                                                                             |
| 5. Oktober 2008          | Steve Bassam, Baron Bassam of Brighton                                                                                                |
| 13. Mai 2010             | Joyce Anelay, Baroness Anelay of St Johns                                                                                             |
| 6. August 2014           | John Taylor, Baron Taylor of Holbeach                                                                                                 |
| 26. Juli 2019            | Henry Ashton, 4. Baron Ashton of Hyde                                                                                                 |
| 7. September 2022        | Susan Williams, Baroness Williams of Trafford                                                                                         |